# الانتخابات الرئاسية التركية 1950
الانتخابات الرئاسية التركية لسنة 1950 جرت بتاريخ 22 ماي 1950، اجتمعت الجمعية الوطنية الكبرى لاختيار رئيس الجمهورية للمرة التاسعة مند اعلان الجمهورية، حيث تقدم مرشحيين للمنصب وهم جلال بايار عن حزب الديمقراطية، كما ترشح للمرة الرابعة للمنصب عصمت إينونو والذي فقد معظم شعبيته لانحرافه عن المبادئ والتوابث التي أرساها مؤسس الجمهورية مصطفى كمال أتاتورك وخصوصا في مجال الاقتصاد والخدمات الاجتماعية، وانصرافه لتبني قرارات شخصية مما أدى بالبلاد للانزلاق في فوضى شعبية وأهلية ونمو الحركات الشيوعية. وعلى إثره اسفرت النتائج عن انتخاب جلال بايار بنسبة عالية من اصوات النواب رئيسا للجمهورية للمرة الأولى. كما عين رئيسا للوزراء عدنان مندريس المنشق عن حزب الشعب الجمهوري. كما كانت فترته مليئة بالإصلاحات الاجتماعية والاقتصادية والاجتماعية.

## التصويت
| إنتخاب رئيس الجمهورية التركية 22 ماي 1950 | إنتخاب رئيس الجمهورية التركية 22 ماي 1950 | إنتخاب رئيس الجمهورية التركية 22 ماي 1950 | إنتخاب رئيس الجمهورية التركية 22 ماي 1950 |
| ----------------------------------------- | ----------------------------------------- | ----------------------------------------- | ----------------------------------------- |
| عدد أعضاء المجلس                          | عدد أعضاء المجلس                          | عدد أعضاء المجلس                          | 487                                       |
| الحاضرون في التصويت                       | الحاضرون في التصويت                       | الحاضرون في التصويت                       | 352                                       |
| الغائبون عن التصويت                       | الغائبون عن التصويت                       | الغائبون عن التصويت                       | 33                                        |
| الأصوات الباطلة أو الإمتناع               | الأصوات الباطلة أو الإمتناع               | الأصوات الباطلة أو الإمتناع               | 1                                         |
| المترشح                                   | الإنتماء الحزبي                           | النتيجة                                   | النسبة                                    |
| جلال بايار                                | حزب الديمقراطية                           | 387                                       | 79,5%                                     |
| عصمت إينونو                               | حزب الشعب الجمهوري                        | 66                                        | 13,6%                                     |
| نسبة المشاركة                             | نسبة المشاركة                             | نسبة المشاركة                             | 93,0%                                     |